# 165 pr. n. št.

## Rojstva
- Sima Tan, kitajski zgodovinar in astronom/astrolog († 110 pr. n. št.)